# ДКШ-64 «Волжанка»
ДКШ-64 «Волжанка» (дождеватель колёсный широкозахватный) — советская самоходная многоопорная среднеструйная широкозахватная дождевальная машина с позиционным забором воды от гидранта трубопровода. Применяется для полива многолетних трав, лугов, пастбищ, а также технических и овощных культур, высота которых не превышает 1-1,2 м (в некоторых источниках — до 1,5 м).
Машина состоит из двух крыльев. Крыло представляет собой трубопровод, который служит осью вращения опорных колёс. Сам трубопровод состоит из однотипных звеньев, каждое из которых имеет среднеструйный дождевальный аппарат кругового действия и сливной автоматический клапан В центре каждого крыла расположена приводная тележка на четырёх колёсах с двигателем внутреннего сгорания от мотопилы «Дружба-4» и реверс-редуктором, снабжённая тормозами. Крылья машины работают позиционно, независимо друг от друга, с питанием от различных гидрантов закрытой оросительной сети, расположенной между крыльями и перпендикулярно им. Крылья соединяются с гидрантами сети с помощью гибкого рукава. Ширина крыла различна в модификациях машины и может достигать четырёхсот метров. Расстояние между гидрантами — 18 или 24 м.
Производство машин ДКШ-64 «Волжанка» начато в 1971 году. Волгоградский завод оросительной техники выпускал несколько модификаций, различающихся, прежде всего, длиной крыльев, то есть длиной захвата.
«Волжанка» применяется во всех зонах орошаемого земледелия на участках с уклонами до 0,02 при скоростях ветра до 5 м/с, с содержанием твёрдого осадка в поливной воде 5 г/л и минерализации до 6 г/л. Границы полей располагают между двумя гидрантами вдоль дождевального крыла. В зависимости от площади севооборотного массива и числа полей ширина одного поля должна быть кратной ширине захвата машины, а длина — длине одного или двух её крыльев. «Волжанка» способна осуществлять различные виды поливов: вегетационный (различными нормами), предпосевной, влагозарядковый и т.д. Предусмотрена возможность внесения удобрений с помощью гидроподкормщиков. Время работы на одной позиции в зависимости от нормы полива и условий может составлять от 20 минут до нескольких часов. Существуют различные схемы расстановки и работы машины. Например, в овощеводстве рекомендуется следующая технология полива. Одно крыло машины подкатывается к первому гидранту. После проверки и устранения выявленных неисправностей, уточнения направления крыла машины по отношению к линии гидрантов, начинают полив. После завершения полива это крыло отключается от гидранта и к нему подкатывают и подключают другое крыло. Пока второе крыло работает на своей половине поля, первое переводят к следующему гидранту и, если позволяет пропускная способность оросительной сети, то полив продолжается двумя крыльями. В некоторых схемах во избежание длинных холостых перегонов из одного конца поля в другой советуют проводить полив «через гидрант» при движении крыльев в обоих направлениях. 
«Волжанка» эффективна в зонах, где полив вспомогателен по отношению к естественному увлажнению. Оправдано её применение на мощных торфяниках. Она является одной из наиболее эффективных машин, работающих от закрытой оросительной сети. Её недостатками можно считать применение цветного металла, что увеличивает стоимость машины; организацию полива с помощью закрытого трубопровода; необходимостью хождения оператора по орошаемому полю к ведущей тележке и обратно при переездах машины; отставание колес и необходимость их накатки вручную. Кроме того, при использовании «Волжанки» в овощеводстве одним из недостатков является наличие многочисленных колес. Посадка и посев овощных культур осуществляется вдоль крыльев машин, поэтому колёса неизбежна повреждают растения, двигаясь поперёк рядков.
Как и ДМУ «Фрегат», «Волжанка» является дождевальной машиной второго поколения. В 2005 году в России имелось 3527 машин (17,1 % парка дождевальной техники страны), в 2014 году — 1679 машин (12 %), в 2019 году — 550 машин (4,65 %). В 2019 году площадь орошения «Волжанками» в России составляла 30 га (4,7 %).
| Технические характеристики машин            | Технические характеристики машин | Технические характеристики машин | Технические характеристики машин |
| Показатель                                  | ДКШ-64А                          | ДКШ-64А-03                       | ДКШ-64А-03                       |
| ------------------------------------------- | -------------------------------- | -------------------------------- | -------------------------------- |
| Расход воды, л/с                            | 64-83                            | 48-60                            | 32-40                            |
| Ширина одного крыла, м                      | 395,4                            | 296                              | 178                              |
| Длина одного крыла, м                       | 5,96                             | 5,96                             | 5,96                             |
| Высота одного крыла, м                      | 2,1                              | 2,1                              | 2,1                              |
| Высота труб над поверхностью земли, м       | 0,85-0,89                        | 0,85-0,89                        | 0,85-0,89                        |
| Ширина захвата (длина машины), м            | 800                              | 600                              | 400                              |
| Количество дождевальных аппаратов, шт       | 68                               | 52                               | 36                               |
| Площадь полива с одной позиции, га          | 1,44-1,92                        | 1,08-1,44                        | 0,72-0,96                        |
| Сезонная производительность, га             | 60 (по другим данным, до 100)    | 40                               | 20                               |
| Скорость выдвижения крыла на позицию, м/мин | 9                                | 9                                | 9                                |
| Мощность двигателя, кВт (л.с.)              | 2,94 (4)                         | 2,94 (4)                         | 2,94 (4)                         |
| Давление на гидранте, МПа                   | 0,4                              | 0,4                              | 0,4                              |
| Интенсивность дождя, мм/мин                 | 0,25-0,3                         | 0,25-0,3                         | 0,25-0,3                         |
| Масса, кг                                   | 6200 (по другим данным, 5465)    | 4900                             | 3630                             |